# Scriptania demerodes
Scriptania demerodes är en fjärilsart som beskrevs av Dyar 1919. Scriptania demerodes ingår i släktet Scriptania och familjen nattflyn. Inga underarter finns listade.